# Le Plessis-Placy
Le Plessis-Placy és un municipi francès, situat al departament de Sena i Marne i a la regió de Illa de França. L'any 2007 tenia 264 habitants.
Forma part del cantó de La Ferté-sous-Jouarre, del districte de Meaux i de la Comunitat de comunes del Pays de l'Ourcq.

## Demografia

### Població
El 2007 la població de fet de Le Plessis-Placy era de 264 persones. Hi havia 88 famílies, de les quals 20 eren unipersonals (8 homes vivint sols i 12 dones vivint soles), 20 parelles sense fills, 44 parelles amb fills i 4 famílies monoparentals amb fills.
La població ha evolucionat segons el següent gràfic:
Habitants censats

### Habitatges
El 2007 hi havia 103 habitatges, 91 eren l'habitatge principal de la família, 5 eren segones residències i 7 estaven desocupats. 100 eren cases i 3 eren apartaments. Dels 91 habitatges principals, 65 estaven ocupats pels seus propietaris, 22 estaven llogats i ocupats pels llogaters i 4 estaven cedits a títol gratuït; 2 tenien dues cambres, 16 en tenien tres, 17 en tenien quatre i 56 en tenien cinc o més. 69 habitatges disposaven pel capbaix d'una plaça de pàrquing. A 29 habitatges hi havia un automòbil i a 54 n'hi havia dos o més.

### Piràmide de població
La piràmide de població per edats i sexe el 2009 era:
| Homes | Edats   | Dones |
| ----- | ------- | ----- |
| 0     | 95 o +  | 0     |
| 0     | 90 a 94 | 0     |
| 0     | 85 a 89 | 0     |
| 0     | 80 a 84 | 4     |
| 0     | 75 a 79 | 0     |
| 0     | 70 a 74 | 0     |
| 4     | 65 a 69 | 0     |
| 12    | 60 a 64 | 4     |
| 8     | 55 a 59 | 8     |
| 24    | 50 a 54 | 28    |
| 4     | 45 a 49 | 16    |
| 4     | 40 a 44 | 0     |
| 12    | 35 a 39 | 8     |
| 12    | 30 a 34 | 8     |
| 8     | 25 a 29 | 12    |
| 0     | 20 a 24 | 12    |
| 12    | 15 a 19 | 16    |
| 20    | 10 a 14 | 12    |
| 8     | 5 a 9   | 16    |
| 4     | 0 a 4   | 8     |

## Economia
El 2007 la població en edat de treballar era de 189 persones, 145 eren actives i 44 eren inactives. De les 145 persones actives 137 estaven ocupades (77 homes i 60 dones) i 8 estaven aturades (4 homes i 4 dones). De les 44 persones inactives 10 estaven jubilades, 20 estaven estudiant i 14 estaven classificades com a «altres inactius».

### Ingressos
El 2009 a Le Plessis-Placy hi havia 86 unitats fiscals que integraven 251,5 persones, la mediana anual d'ingressos fiscals per persona era de 20.416 €.

### Activitats econòmiques
Dels 9 establiments que hi havia el 2007, 1 era d'una empresa de fabricació d'altres productes industrials, 2 d'empreses de construcció, 3 d'empreses de comerç i reparació d'automòbils i 3 d'empreses de serveis.
Dels 2 establiments de servei als particulars que hi havia el 2009, 1 era un paleta i 1 empresa de construcció.
L'únic establiment comercial que hi havia el 2009 era una botiga de roba.
L'any 2000 a Le Plessis-Placy hi havia 5 explotacions agrícoles que ocupaven un total de 840 hectàrees.

## Equipaments sanitaris i escolars
El 2009 hi havia una escola elemental integrada dins d'un grup escolar amb les comunes properes formant una escola dispersa.

## Poblacions més properes
El següent diagrama mostra les poblacions més properes.